# Antipruritik
Antipruritiki so zdravila za lajšanje srbeža (pruritusa).
Srbež se pogosto pojavlja pri sončnih opeklinah, alergijah, ekcemu, luskavici, noricah, glivnih okužbah kože, pikih in ugrizih žuželk (kot so komarji, bolhe, stenice), kontaktnem dermatitisu in koprivnici (na primer zaradi stika z nekaterimi rastlinami, kot je kopriva). Srbež je lahko tudi posledica bolezni jeter ali kronične ledvične bolezni.
Med antipruritike spadajo zdravila iz različnih skupin zdravil z različnimi mehanizmi delovanja. Delujejo lahko neposredno ali posredno. Razlikujejo se tudi dokazi o njihovi učinkovitosti. Uporabljajo se tudi nekateri pripravki s področja zdravilstva. Neželeni učinki se razlikujejo med različnimi predstavniki antipruritikov. Že v zgodovini so se pred obdobjem z dokazi podprte medicine uporabljali različni pripravki za lajšanje srbenja, izbor in način zdravljenja pa je bil različen med različnimi kulturami.

## Vrste antipruritikov
Za lajšanje srbeža se uporabljajo učinkovine iz številnih skupin zdravil, noben antipruritik pa ni učinkovit pri vseh vrstah srbeža. Pri lokaliziranem in blažjem srbežu se uporabljajo zlasti topična zdravila,  pri hujšem in generaliziranem srbežu pa pridejo v poštev tudi sistemska zdravila.

### Topična zdravila
Topična zdravila, ki se nanesejo na srbeče predele kože, so običajno zdravila izbora pri lokaliziranem srbežu, ki ja povzroči na primer poškodba kože, lokalno vnetje ali suha koža. Številni topični pripravki v obliki krem in pršil so na voljo kot zdravila brez recepta. 
| Zdravilo/skupina zdravil    | Mehanizem delovanja                                                          | Predstavniki                                                                   |
| --------------------------- | ---------------------------------------------------------------------------- | ------------------------------------------------------------------------------ |
| Kortikosteroidi             | Ublažijo srbež, ki je posledica imunskega odziva in vnetja.                  | - betametazon - hidrokortizon                                                  |
| Antihistaminiki             | Antihistaminiki imajo protivnetno delovanje, ki lahko pomaga ublažiti srbež. | - prva generacija: klorfenamin, difenhidramin - druga generacija: feksofenadin |
| Lokalni anestetiki          | Prevečijo proženje živčnih signalov in tako preprečijo občutenje srbeža.     | - pramoksin - lidokain/prilokain                                               |
| Zaviralci fosfodiesterase-4 | Zavirajo vnetje in tako ublažijo srbež.                                      | - roflumilast - krisaborol                                                     |
| Kapsaicin                   | Desensitizita živce.                                                         | Desensitizita živce.                                                           |

### Sistemski antipruritiki
Pri generaliziranem (razširjenem) srbežu se pogosto uporabljajo sistemski antipruritiki. Generaliziran srbež je lahko posledica kožne bolezni ali pa gre za simptom sistemske bolezni. Med sistemske bolezni, ki lahko povzročajo srbež, spadajo med drugim sladkorna bolezen, hipotiroidizem, ledvične bolezni in jetrne bolezni. Kortikosteroidi in antihistaminiki, ki se sicer uporabljajo v topičnih pripravkih, se uporabljajo tudi sistemsko za zdravljenje generaliziranega srbenja.
| Zdravilo/skupina zdravil            | Mehanizem delovanja | Predstavniki |
| ----------------------------------- | --- | --- |
| Kortikosteroidi                     | Lajšajo srbež, ki je posledica imunskega odziva oziroma vnetja. | - betametazon - hidrokortizon |
| Antihistaminiki                     | Antihistaminiki delujejo protivnetno in lahko ublažijo srbež, ki je posledica vnetnega dogajanja.                                                                              | - prva generacija: klorfenamin in difenhidramin - druga generacija: feksofenadin |
| Antagonisti opioidnih receptorjev μ | Zavirajo opioidne receptorje μ, katerih aktivacija povzroči srbež pri stanjih, kot je holestatska jetrna bolezen.                                                              | - nalokson - naltrekson - nalmefen |
| Antidepresivi                       | Ublažijo srbež preko uravnavanja ravni serotonina in histamina. | Dve skupini antidepresivov, ki se najpogosteje uporabljata kot antipruritiki: - atipični antidepresivi − z delovanjem na histaminske receptorje so lahko učinkoviti zlasti pri srbenju, ki se pojavlja ponoči. Primer učinkovine je mirtazapin; - selektivni zaviralci ponovnega privzema serotonina (SSRI) − pogosto se uporabljajo pri psihiatričnih pacientih s srbežem. Primera učinkovin sta fluoksetin in sertralin. |
| Imunosupresivi                      | Zavirajo imunski sistem in s tem zmanjšajo vnetje in posledično srbež, ki je podledica vnetnega dogajanja.                                                                     | - ciklosporin |
| Antikonvulzivi                      | Mechanizem delovanja ni povsem pojasnjen; verjetno delujejo preko desenzitizacije kalcijevih kanalčkov na živcih.                                                              | - gabapentin - pregabalin |
| Talidomid                           | Talidomid lajša srbež preko več mehanizmov: - zavira osrednji živčni sistem, - zavira vnetje, - vpliva na imunski odziv in - deluje na prevajanje živčnih signalov.            | Talidomid lajša srbež preko več mehanizmov: - zavira osrednji živčni sistem, - zavira vnetje, - vpliva na imunski odziv in - deluje na prevajanje živčnih signalov. |
| Agonisti opioidnih receptorjev κ    | Butorfanol aktivira opioidne receptorje κ in zavira opioidne receptorje μ in s tem blaži generaliziran srbež, ki je posledica neravnovesja v aktivaciji obeh vrst receptorjev. | butorfanol |